# Floruit
Floruit (a menudo abreviado fl. o flor.) es una voz proveniente del latín que se traduce como ‘floreció’ o ‘prosperó’ (tercera persona del singular del tiempo pasado simple del verbo florere, «florecer», en modo indicativo). 

## Uso
Se emplea para hacer referencia a un período de tiempo durante el cual se encontraba en una etapa floreciente una persona, una escuela, un movimiento o incluso una especie biológica, y se utiliza cuando no se conoce con seguridad la fecha de inicio (nacimiento, formación, creación, etc.) y la fecha de finalización (muerte, ruptura, destrucción, etc.), solo algunos hitos. Por ejemplo, si solo se tiene constancia de que Pero Pérez de Acevedo donó tierras a un monasterio en 1203, contrajo matrimonio en 1179 y otorgó testamento en 1195, se puede indicar sobre el asunto biográfico lo siguiente:
- Pero Pérez de Acevedo, fl. 1179-1203.

Esta expresión empezó a usarse primeramente entre los griegos, donde se hacía referencia a la edad de las celebridades (políticas, literarias, filosóficas) teniendo en cuenta el momento en que habían alcanzado el apogeo de su actividad o acmé, que en general se asociaba a un evento determinado (ciertos Juegos Olímpicos, el acceso al poder de un gobernante, etc.).